# Complexe commercial et résidentiel à Liège
 (février 2020).
- Si vous ne connaissez pas le sujet, laissez ce bandeau (vous pouvez alors contacter les auteurs).
- Si vous supprimez le contenu mis en cause (vous pouvez préalablement contacter les auteurs),

argumentez précisément cette suppression dans la page de discussion
(un manque de référence n'est pas un argument ; une recherche réelle de référence doit avoir été effectuée, être formellement documentée).
 (janvier 2020).
Le complexe commercial et résidentiel à Liège du groupe EGAU, plus connu aujourd'hui comme le «Cinéma Le Parc» des Grignoux, est un bâtiment situé rue Paul-Joseph Carpay, 22-30, à Liège en Belgique. Il a été construit entre 1958 et 1959. 
Il fait partie de l'ensemble des bâtiments de la cité de Droixhe, construit par le Groupe EGAU, s'inscrivant dans le patrimoine de l'architecture moderne d'après-guerre. L'édifice est composé de plusieurs logements, d'un magasin, d'une salle de cinéma, d'un café et de garages.

## Architectes
Le groupe EGAU est un bureau d'architecture liégeois créé en 1940 par Charles Carlier (1916-1993) et Hyacinthe Lhoest (1913-1983) et rejoint en 1944 par Jules Mozin (1914-1995). Ils sont reconnus pour leur style moderniste ainsi que pour leurs interventions dans et autour de la ville de Liège. Ils sont les auteurs des cités de logements à Angleur et à Droixhe, où le projet est situé,.

## Contexte
À la suite d'un concours remporté en 1950, ils se voient chargés du réaménagement de l'ancien champ de manœuvre de la plaine de Droixhe. Le projet comprendra plus ou moins 1 800 logements ainsi que les équipements publics complémentaires. Le projet est une représentation exemplaire de l'application des principes de l'urbanisme fonctionnel. La construction débute en 1954, avec la construction des barres de logements le long de la Meuse et sur la place de la Libération. 
C'est pendant la deuxième phase (1955-1959) que le projet du complexe commercial et résidentiel est construit, en 1958, la même année entre autres que la gare des Guillemins et un hall d'exposition pour l'Exposition Internationale de l'Urbanisme, deux autres de leurs projets. En parallèle, d'autres barres de logements sont construites dans le quartier de Droixhe.
Le programme mixte complète d'abord les aménagements (le complexe social de la cité de Droixhe comprenant déjà écoles, bibliothèque, crèche, salle de fêtes, centre de santé et commissariat, ainsi que l'église) avec un apport commercial, c'est-à-dire le magasin, le cinéma et le café. Il permet ensuite la transition entre l'ancien quartier et la cité en s'ouvrant vers la plaine.

## Implantation
Le bâtiment est construit sur une parcelle à la fin de la rue Paul-Joseph Carpay, donnant sur la plaine de Droixhe et l'avenue de Lille.
Le volume de la façade, de 47 mètres de long, se détache de l'alignement des hauteurs des autres bâtiments de la rue, la ville de Liège ayant autorisé de déroger au Plan Particulier d'Aménagement, prévoyant au début un maximum de 4 niveaux, dans l'idée de venir compléter les équipements sociaux de la cité,. Tous les accès sont orientés sur la rue Paul-Joseph Carpay. Une allée mène depuis la rue et descend jusqu'aux garages, en fond de parcelle, plus bas d'un niveau.

## Fonctionnement

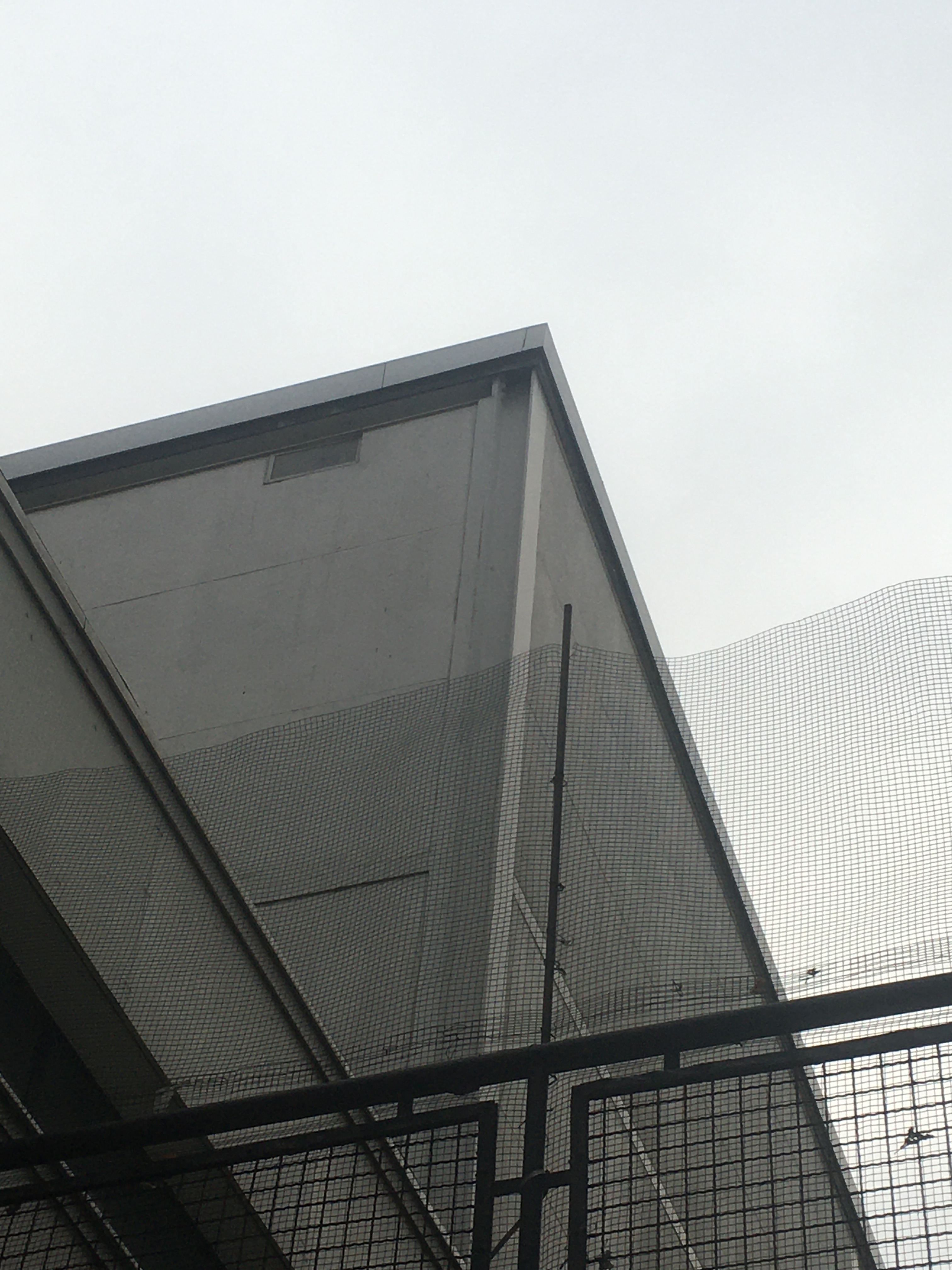
Partie cinéma café : ossature métallique.

Il s'agit d'un programme mixte entre résidentiel et commercial. Le projet se compose ainsi : 
Le volume côté rue accueille le magasin aux services multiples au rez-de-chaussée, ainsi que les voies d'accès aux logements et celles du volume adjacent, à savoir l'entrée et terrasse du café et le hall du cinéma. Aux étages se trouvent les seize appartements de plus ou moins 100 m2, avec trois chambres, destinés à la classe moyenne. Ils bénéficient également chacun d'une loggia en prolongement du salon. Ces appartements sont distribués deux par deux symétriquement par deux cages d'escaliers et d'ascenseur, à raison de quatre appartements par palier. Le dernier étage se compose de deux appartements additionnels, dessinés en retrait et bénéficiant d'une terrasse extérieure, dans le but d'éviter de retrouver les volumes d'accès des cages d'escaliers sur les toitures plates, considérés comme déplaisants.
La partie adjacente côté cour est composée de trois volumes; le volume principal qui contient la salle de cinéma ainsi que la partie en sous sol du magasin (connectée au magasin par un double escalier) débouchant sur la cour, plus basse d'un niveau que la rue, et deux volumes accolés plus petits, c'est-à-dire la partie principale du hall du cinéma et le café.
La salle de cinéma avait à l'origine une capacité de 528 personnes. Elle est pourvue d'un podium pour des représentations scéniques. Elle est connectée au hall d'entrée d'un côté et au café de l'autre côté, passant en dessous du volume d'appartements.
Le café peut recevoir 150 personnes. Il est construit sur deux niveaux. Le rez-de-chaussée est pensé pour les personnes de passage, tandis que l'étage, en mezzanine, est un espace plus intime, avec la possibilité de se cloisonner et s'isoler du reste du café, pour devenir un potentiel espace de réunion. 
Enfin, un petit volume à l'arrière de la cour contient seize garages.

## Construction

### Structure

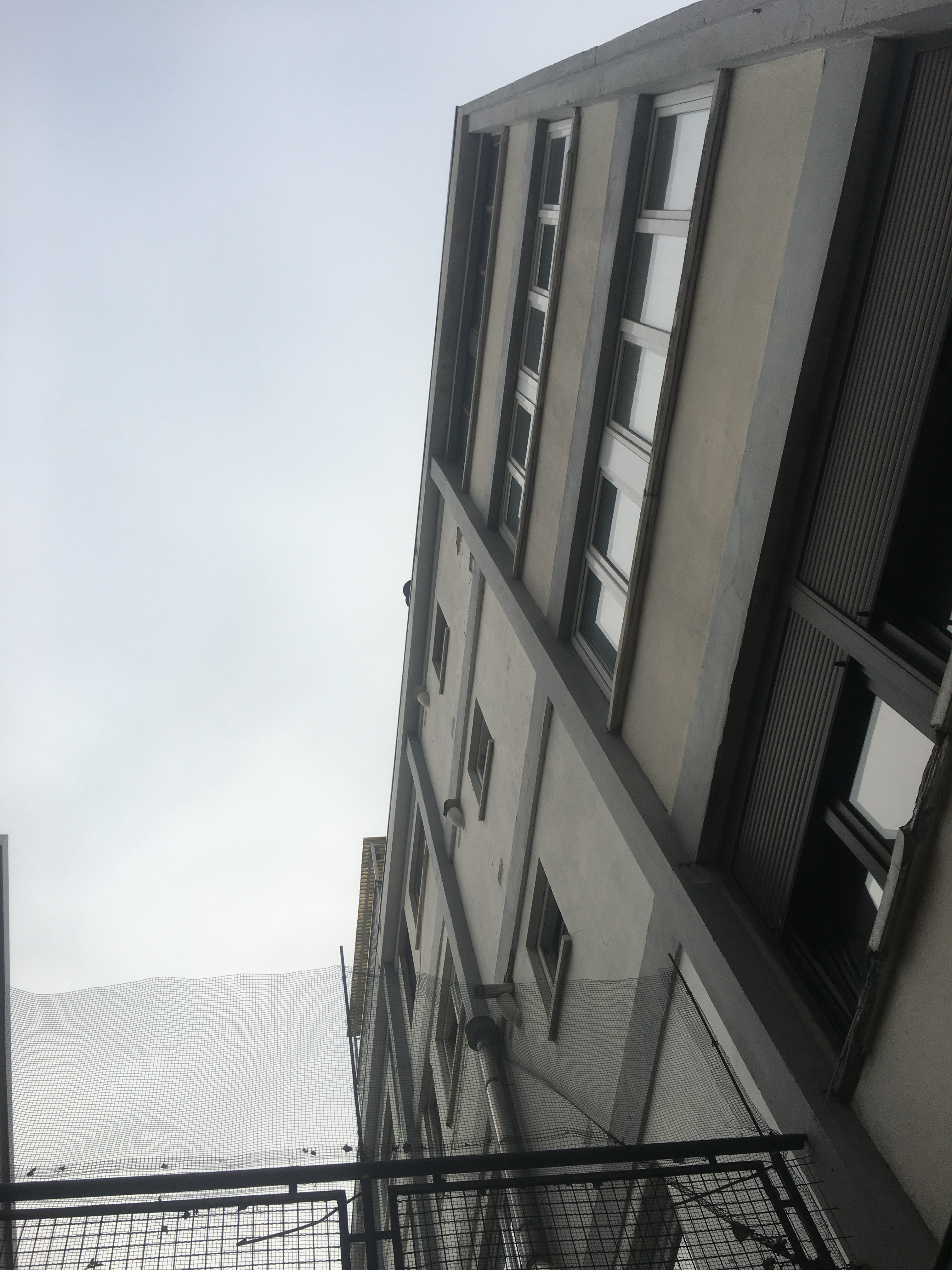
Partie logements: ossature béton armé

La structure du bâtiment d'appartements est en béton armé sur fondations en pieux. La structure de la salle de cinéma et du café est une ossature métallique (sauf pour la façade arrière en ossature béton), remplie par des blocs de béton cellulaire expansé. 

### Façades

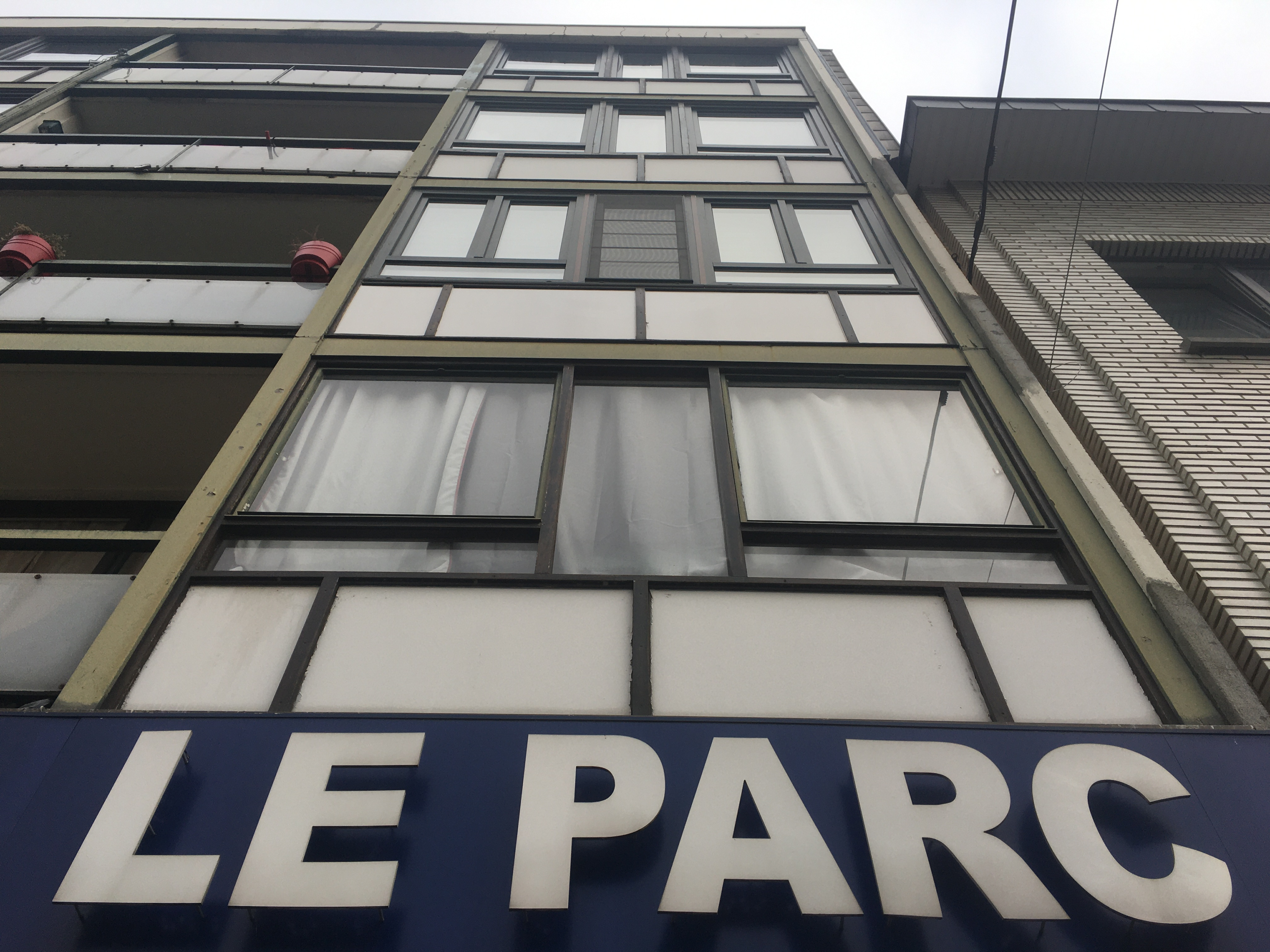
Détail de la composition de châssis.

La composition des façades du projet peut être clairement distinguée selon deux "intensités". Ces dernières correspondent aux deux différents types de fonctions que l'on retrouve dans les deux volumes principaux, comme expliqué dans la revue La Maison: "Le bâtiment principal de tonalité très calme contraste avec les bâtiments cinéma et café…".
La façade côté rue est composée d'une trame donnant un rythme à la façade. Un appartement est composé de trois alcôves de la trame. Une des trois alcôves accueille une loggia. Il y a deux modules de châssis différents, selon qu'il y a une loggia ou pas. Les baies sont constituées d'un assemblage d'éléments en bois préfabriqués avec des châssis et des garde-corps en métal. Les remplissages se font en Glasal (panneaux en amiante-ciment).
Le pignon exposé du volume de devant fait l'objet d'une composition dans le travail de coffrage. Les lignes horizontales se calquent sur les niveaux des étages, alors que les lignes verticales sont dessinées selon une composition libre. La plupart des panneaux sont peints, mais certains font l'exception en étant bouchardés. 
Les façades de la partie cinéma et café sont elles aussi composées d'une trame. Il y a néanmoins un contraste plus fort entre l'ossature métallique peinte d'une couleur foncée et les remplissages de blocs de béton cellulaire expansé enduits de ciment et peints. Tandis que la partie cinéma affiche une façade aveugle, la partie café s'ouvre avec une façade principalement vitrée vers l'Est, c'est-à-dire sur la plaine de Droixhe, offrant une vue d'ensemble depuis la mezzanine du café.

### Intérieurs
Les parois internes du rez-de-chaussée du bâtiment d'appartements sont parfois recouvertes de marbre de Travertin. Certains murs sont également en panneaux de béton translucide.
Le sas de l'entrée du cinéma était recouvert de marbre Travertin sur les murs et de Travertin doré sur le sol. Les murs de l'entrée de la salle de cinéma étaient également recouverts de marbre Arabescato. La salle de cinéma fut l'objet d'une particulière attention au détail. D'abord elle accueillait la pointe de la technologie de l'époque en matière de cinéma, c'est-à-dire d'un écran incurvé, ainsi que d'une étude poussée sur les performances acoustiques, ensuite un éclairage indirect caché derrière le plafond et glissant le long des murs. 
Le café est pavé au rez-de-chaussée d'un sol en quartzite, avec un jeu d'assemblage dans lequel se cale de temps à autre une pierre colorée. Un escalier métallique près de l'entrée mène à l'étage. Il est possible de voir sur les photos d'époque un meuble bar/comptoir intégré dans le fond du bar.

## Collaboration artistique
Pour ce projet, le groupe EGAU collabore avec le sculpteur céramiste Noël Randaxhe (1922-2013), un sculpteur travaillant l'abstraction,. Il est fréquent que le groupe EGAU fasse appel à des artistes pour intégrer des œuvres dans leurs projets, comme Pol Bury, Georges Collignon, Jean Rets et Noël Randaxhe. Ce dernier avait d'ailleurs déjà pris part dans leur projet de l'ancienne gare des Guillemins, avec son intervention dans le projet du Tri postal des Guillemins, avec la sculpture de bas relief sur la partie droite de la façade. 
Il apporte ici deux éléments: une sculpture dans le fond du hall d'entrée du cinéma et un lustre dans le café.

## État en 2020

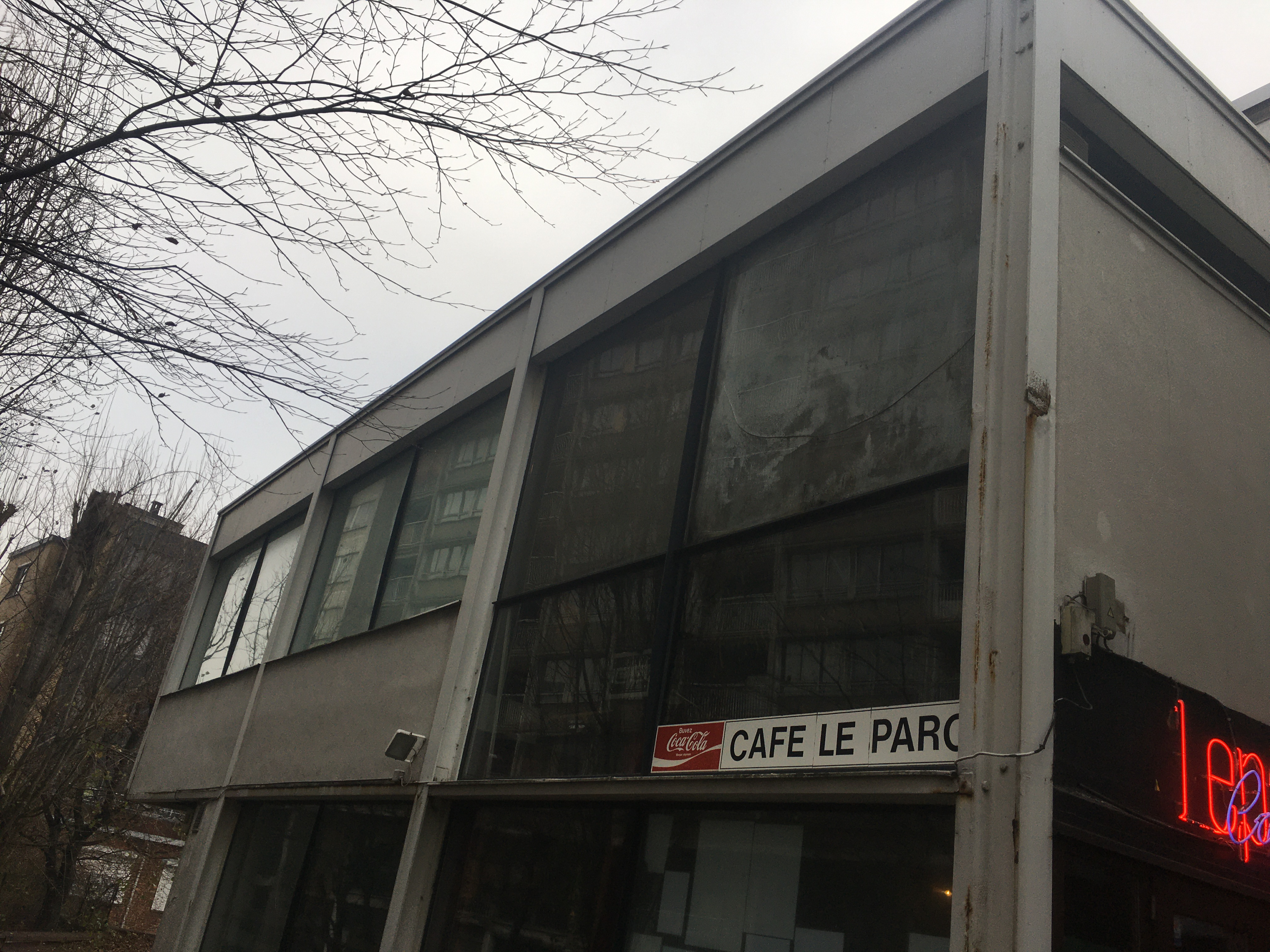
Façade du café, avec les fenêtres bouchées.

D'après une visite faite en 2020 et une comparaison avec les plans, écrits et photos d'époque, il est possible de constater l'évolution de plusieurs éléments du bâtiment.
Dans le volume appartements:
- Certains châssis ont été remplacés, parfois avec une subdivision dans les ouvrants.
- Les panneaux bouchardés du pignon visible sont désormais peints en bleu au 1er étage, en vert aux 2e et 3e étages, et sont restés intacts au dernier étage.
- Plusieurs signes/panneaux ont été rajoutés sur la façade, comprenant l'enseigne du magasin et les panneaux du cinéma.
- Les portes d'entrée du hall du cinéma ont été avancées jusqu'à l'avant de la façade.

Dans le volume cinéma:
- Le hall d'entrée a subi un changement de revêtement des murs, sols et plafonds; les marbres ont été remplacés par de la peinture bleue ou blanche, aussi appliquée sur les autres murs ainsi que le plafond.
- L'éclairage du hall a été remplacé.
- La sculpture de Noël Randaxhe dans le fond du hall a disparu.
- L'écran incurvé de la salle a été remplacé par un écran numérique plus petit.
- L'éclairage de la salle a été remplacé par des lampes réparties sur le plafond.
- La capacité de la salle a été réduite à 424 places lors de sa rénovation en 1982 par Les Grignoux.

Dans la partie café:
- Une deuxième mezzanine en structure métal/bois a été rajoutée, accolée de l'autre côté de l'escalier.
- L'ancien bar a été remplacé par un meuble de bar au centre de la pièce.
- Les fenêtres de la mezzanine ont été rendues aveugles par des panneaux placés derrière les fenêtres par l'intérieur.